# Rudolf von Raumer
Rudolf von Raumer (Breslavia, 14 aprile 1815 – Erlangen, 30 agosto 1876) è stato un filologo e linguista tedesco.

## Biografia
Figlio del geologo Karl Georg von Raumer, studiò filologia classica e germanica presso le università di Erlangen e Gottinga, dove ebbe come insegnanti Friedrich Christoph Dahlmann e Jacob Grimm. Dal 1840 fu privatdozent presso l'Università di Erlangen, dove nel 1846 divenne professore associato. Nel 1852 divenne professore ordinario di lingua e letteratura tedesca a Erlangen.

## Opere
- Die Aspiration und die Lautverschiebung; eine sprachgeschichtliche untersuchung, 1837.
- Die Einwirkung des Christenthums auf die althochdeutsche Sprache ein Beitrag zur Geschichte der deutschen Kirche, 1845.
- Das deutsche Wörterbuch der Gebrüder Grimm und die Entwickelung der deutschen Schriftsprache, 1858.
- Gesammelte sprachwissenschaftliche Schriften Gesammelte, 1863.
- Herr Professor Schleicher in Jena und Die Urverwandtschaft der semitischen und indoeuropäischen Sprachen. Ein kritisches Bedenken, 1864.
- Geschichte der germanischen philologie vorzugsweise in Deutschland, 1870.
- Der Unterricht im Deutschen, 1873.[2]